# Fatos Kongoli

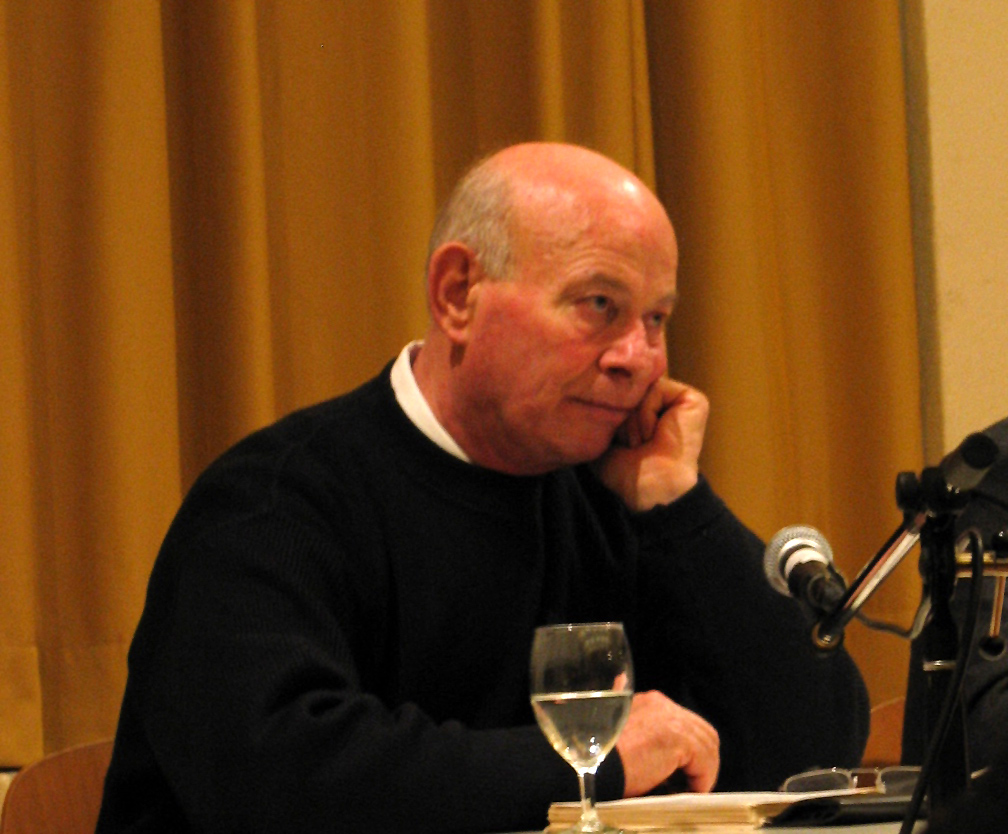
Fatos Kongoli

Fatos Kongoli, född 1944 i Elbasan i Albanien, är en albansk författare, översättare, redaktör och matematiker.
Fatos Kongoli verkade som matematiker, bland annat i Kina, under den perioden av samarbete mellan regimerna i Kina och Albanien. Han publicerade inga litterära verk förrän kommunistpartiet förlorat makten i Albanien. Kongolis första roman I humburi som handlar om den samtida flyktingströmen till Italien gavs ut 1992 och blev en framgång och han har fortsatt skriva ansedda böcker. Kongoli har även bland annat översatt Jeanne Cordeliers pjäs Ängla-Camille från det franska originalet till albanska. Hans egna verk är översatta till flera språk som tyska, italienska och franska.